# A stúdió
A stúdió (eredeti cím: 30 Rock) egy 2006-ban indult amerikai televíziós szitkomsorozat. A sorozat alkotója és főszereplője Tina Fey amerikai humorista, aki egy NBC-s producert alakít. A műsor angol címe az NBC székhelyéül szolgáló a 30 Rockefeller Plaza felhőkarcolóból származik. Fey mellett a sorozat főbb szereplője még többek közt Alec Baldwin, Tracy Morgan, Jane Krakowski és Jack McBrayer. A sorozatot összesen 103 alkalommal jelölték Emmy-díjra, ebből 16 alkalommal meg is nyerte azt.
A sorozatot az Amerikai Egyesült Államokban 2006. október 11. és 2013. január 31. között adta az NBC, Magyarországon a Viasat 3 mutatta be 2009. június 12-én, később pedig a Viasat 6 is műsorra tűzte.
Az Amerikai írók szövetsége 2013-ban a sorozatot nevezte meg a 21. század legjobban megírt televíziós produkciójának. 2020 júliusában egy órás különkiadás erejéig visszatért a sorozat.

## Cselekménye
A történet főszereplője Liz Lemon, aki producerként tevékenykedik az NBC televízióadónál. Hamarosan a csatorna új programigazgatót kap Jack Donaghy személyében, aki munkába állása után azonnal komoly változtatásokat tervez. Az egyik ilyen Liz-t is érinti, aki a TGS with Tracy Jordan című szkeccsműsor (ami alapjául a Saturday Night Live szolgált) készítőjévé válik. A sorozat a műsor készítését mutatja be, miközben Liz próbál együtt dolgozni a műsor jószívű, de őrült sztárjával, Tracy Jordannel.

## Szereplők
| Szereplő        | Eredeti hang      | Magyar hang        |
| --------------- | ----------------- | ------------------ |
| Liz Lemon       | Tina Fey          | Kisfalvi Krisztina |
| Tracy Jordan    | Tracy Morgan      | Csőre Gábor        |
| Jenna Maroney   | Jane Krakowski    | Ősi Ildikó         |
| Kenneth Parcell | Jack McBrayer     | Seder Gábor        |
| Pete Hornberger | Scott Adsit       | Galbenisz Tomasz   |
| Frank Rossitano | Judah Friedlander | Kerekes József     |
| Jack Donaghy    | Alec Baldwin      | Vass Gábor         |
| Cerie           | Katrina Bowden    | Hámori Eszter      |
| Josh Girard     | Lonny Ross        | Pálmai Szabolcs    |
| Toofer          | Keith Powell      | Pál Tamás          |

## Epizódok
| Évad | Évad | Epizódok | Eredeti sugárzás     | Eredeti sugárzás  | Magyar sugárzás     | Magyar sugárzás     | Eredeti adó | Magyar adó |
| Évad | Évad | Epizódok | Évadpremier          | Évadfinálé        | Évadpremier         | Évadfinálé          | Eredeti adó | Magyar adó |
| ---- | ---- | -------- | -------------------- | ----------------- | ------------------- | ------------------- | ----------- | ---------- |
|      | 1    | 21       | 2006. október 11.    | 2007. április 26. | 2009. június 12.    | 2009. augusztus 21. | NBC         | Viasat 3   |
|      | 2    | 15       | 2007. október 4.     | 2008. május 8.    | 2009. augusztus 21. | 2009. október 10.   | NBC         | Viasat 3   |
|      | 3    | 22       | 2008. október 30.    | 2009. május 14.   | N/A                 | N/A                 | NBC         | n/a        |
|      | 4    | 22       | 2009. október 15.    | 2010. május 20.   | N/A                 | N/A                 | NBC         | n/a        |
|      | 5    | 23       | 2010. szeptember 23. | 2011. május 5.    | N/A                 | N/A                 | NBC         | n/a        |
|      | 6    | 22       | 2012. január 12.     | 2012. május 17.   | N/A                 | N/A                 | NBC         | n/a        |
|      | 7    | 13       | 2012. október 4.     | 2013. január 31.  | N/A                 | N/A                 | NBC         | n/a        |